# Simothraulus
Simothraulus is een geslacht van haften (Ephemeroptera) uit de familie Leptophlebiidae.

## Soorten
Het geslacht Simothraulus omvat de volgende soorten:
- Simothraulus seminiger